# Castanopsis inermis
Castanopsis inermis ist eine in Südostasien vorkommende Baumart aus der Familie der Buchengewächse (Fagaceae). Ihre Nüsse sind essbar.

## Merkmale
Castanopsis inermis ist ein immergrüner, bis zu 30 Meter hoher Baum. Der Stammdurchmesser erreicht über 45 Zentimeter.
Die kurz gestielten und ganzrandigen bis manchmal gesägten, leicht ledrigen, spitzen bis zugespitzten oder stumpfen Laubblätter sind verkehrt-eiförmig bis eiförmig oder lanzettlich. Die Blätter sind unterseits fein behaart und verkahlend.
Die fein behaarten Fruchtbecher (Cupulae) sind kugelig und locker mit einfachen, kurzen Stacheln (Warzen) besetzt. Die Stacheln (Warzen) sind lockig, stehen nicht dicht, sodass die Fruchtbecheroberfläche leicht sichtbar ist. Die Stacheln stehen regelmäßig in gekreuzten Linien.
Die kleinen, behaarten Nüsse werden einzeln oder bis zu viert gebildet, sie sind eiförmig oder an einer Längsseite abgeflacht bis eingedrückt. behaart.
Blütezeit ist Januar bis November, meist von Januar bis März. Die Fruchtreife erfolgt von Juni bis Dezember, meist von Juni bis August.

## Verbreitung und Standorte
Die Art kommt in Thailand, Myanmar, Malaysia, Singapur, Philippinen und Indonesien vor. Sie wächst im immergrünen Tieflandregenwald, häufig an Flüssen auf Granit- oder Sandsteinuntergrund. Sie kommt in Höhenlagen von 80 bis 200 m vor, meist aber unter 100 m.

## Belege
- Chamlong Phengklai: A synoptic account of the Fagaceae of Thailand. In: Thai Forest Bulletin. 2006, Band 34, S. 53–175.
- Castanopsis inermis in der Flora of Thailand.